# Marie-Madeleine de Brinvilliers
Marie-Madeleine Marguerite d'Aubray, Marquesa de Brinvilliers (ou Brinvilliers-Lamotte), (Paris, 2 de julho de 1630 — Paris, 17 de julho de 1676) é apontada por estudiosos como a primeira mulher da história a cometer envenenamentos em série.
A marquesa viveu na França do século XVII e era descrita como uma dama educada e encantadora. Ainda jovem, estava insatisfeita com seu casamento e iniciou mórbidos estudos acerca de venenos, num tempo em que o divórcio era uma entidade desconhecida.
Há rumores de que tenha sido iniciada sexualmente por seus irmãos ou talvez pelo próprio pai, o qual teria sido sua primeira vítima. Pôs fim à vida do irmão e de duas irmãs - alguns autores alegam que o fez para se apoderar da herança de Madame Lafargue. Também o fez em relação ao marido, à filha e a outros membros da família dele.
Costumava testar o efeito de seus preparados em pacientes enfermos nos leitos de hospitais e em seus criados: ora provocava mortes fulminantes, ora lentas e marcadas por profunda agonia.
Ao se tornar suspeita, fugiu para a Inglaterra e, posteriormente, para os Países Baixos. Então, rumou para Liège, onde se refugiou num convento.[carece de fontes?]
Em 1676, foi presa, torturada e julgada no Supremo Tribunal em Paris que a condenou à morte.

## O perfil da marquesa
Marie-Madeleine nasceu em 22 de julho de 1630 na família Dreux d’Aubray. Era a mais velha de cinco irmãos, e é tido que aos sete anos já não era mais virgem.  Diziam que seus primeiros parceiros foram na verdade seus irmãos ou talvez seu pai. No entanto, nunca faltava às missas e a exercícios piedosos.
Diz-se também que ela teve uma instrução superior à que era dada a mulheres daquela época, com base em sua caligrafia.
Casa-se aos 21 anos, o que era considerado até tardio pela sociedade daquele contexto histórico, com Antoine Gobelin de Brinvilliers. Tal união foi vista com bons olhos pelos envolvidos por famílias com posições e fortunas análogas e mais tarde, em 1660, vem a se tornar marquesa.
Em se tratando de aspectos físicos era descrita como uma moça pequena dotada de cabelos castanhos, lindo olhos azuis, contorno de rosto redondo e belo, nariz afilado e pele extremamente branca e sem qualquer traço que fosse considerado feio.
É dito que em todo decorrer do processo, sendo julgada Marie se manteve cínica e fria, negando seus crimes até o último momento.

## Crimes cometidos
A maioria dos crimes da marquesa de Brinvilliers estavam ligados a envenenamento, que na época era tido como ato de bruxaria.
Dentre as vitimas estão: Thérèse d’Aubray, sua irmã, seu próprio pai para a aquisição de bens, a tentativa de envenenamento de seu marido e de sua própria filha, além destes ela tentou o suicídio uma vez.
Vale salientar que a tentativa de suicídio pesará em seu processo mais do que os outros crimes pois é considerado um pecado supremo ao tirar algo, no caso a vida, dado por Deus.
Além dos envenenamentos foi acusada de outros crimes como incesto, adultério com um homem casado, sodomia, confissões e comunhões sacrílegas, aborto.

## Resumo do caso
Um caso de grande repercussão na época, a condenação de uma marquesa ligada ao crime por meio de administração de venenos as suas vítimas, deixou a sociedade receosa quanto a morte repentina de certas pessoas onde se presumiam de forma equivocada que seria resultado de envenenamento.
Marie Madelaine casada com Antonie Gobelin de Brinvilleirs, vivia um casamento de fachada, onde havia adultério das duas partes, seu principal amante e cúmplice de venenos foi Sainte-Croix. O fim de sua vida de crimes se dá a partir da morte de seu amante e a descoberta de bilhetes que acusam a marquesa de uma série de envenenamentos, esta então passa a fugir pela Europa sendo capturada em um convento de Liège ao se aproximar novamente da França. dando início ao seu processo e mais tarde vem a ser executada.

## As cartas de confissão
Após ser capturada, os pertences de Marie foram confiscados, entre eles, uma carta de confissão. No documento, Marie confessava vários de seus crimes: o de ter envenenado o próprio pai para ficar com a herança (também descrevendo detalhadamente de que forma ela entregava os venenos para um empregado, que os misturava na comida); ter mandado envenenar os dois irmãos, e que tivera a vontade de envenenar também a irmã, porque achava que o estilo de vida dela era horrível; admitiu ter dado veneno ao marido “umas cinco ou seis vezes” mas que havia se arrependido, e prontamente lhe dado o antídoto (mesmo assim, ele ficou enfermo pelo resto da vida); admitiu ter ela própria tomado o veneno, e tentando envenenar a filha, por inveja de seu corpo.
Entretanto, além dos crimes de envenenamento, Maria também admitiu muitos outros em sua carta de confissão, como: devassidão precoce (ela teria perdido a virgindade aos sete anos); incestos com seus dois irmãos, três vezes por semana; acusou a si mesma de ter tido relações com um primo direto, e ao menos trezentas vezes com um primo de seu marido; confessou um adultério com um homem casado durante catorze anos; e admitiu ter cometido sodomia, aborto e confissões sacrílegas.
No entanto, a acusação mais grave sobre ela decaiu de uma confissão em uma de suas cartas de amor, na qual dizia que havia tentado cometer suicídio. Tornou-se o pior de seus crimes pois, em uma sociedade severamente religiosa, a vida era tida como um bem divino, dado pelo Todo-Poderoso, e ninguém possuía o direito de dispor-se da própria.
Contudo, ao ser questionada pelo oficial de justiça, Marie negou. Disse ainda que não se lembrava de detalhe nenhum sobre La Chaussée, e que, se algum dia ele havia cometido um crime, ela não sabia. Nem sequer lembrava que o antigo empregado havia sido executado na roda. E também não se recordava de algum dia ter recebido venenos de Sainte-Croix.
E ela continuou negando qualquer envolvimento durante todo o julgamento, sempre insistindo, todavia, no envolvimento de Sainte-Croix com Penautier, afirmando que os dois eram bons amigos. Nunca chegou a acusa-lo diretamente, mas insinuava que Sainte-Croix poderia ter vendido venenos para Penautier, que teria então matado seu rival, e assumido seu posto.
Alegou, diversas vezes, que quando escreveu as tais cartas de confissão, estava doente de espírito e não lembrava mais do que tinha escrito.

## O julgamento
Teve início do dia 12 de julho de 1676  Devido ao seu título de nobreza, o julgamento deu-se perante a mais alta jurisdição do reino, a Grande-Câmara e Tournelle Tornou-se rapidamente um dos casos mais populares de toda Europa, o que incomodou severamente o Rei, Luís XIV. No dia 20 de Maio, uma outra figura de grande importância foi presa, Penautier, o que ajudou a fomentar a imaginação da população.

### Acareação com Penautier
Ocorre no dia 7 de julho, e a acareação entre Marie e Penautier é breve, pouco servindo ao julgamento, porque a marquesa permanece impassível e continua negando tudo.

### Acareação com Briancourt
A acareação com Briancourt, um dos primeiros amantes da marquesa, e pai de seus filhos mais velhos, ocorreu no dia 13 de julho, e o seu confronto com Marie durou dois dias, totalizando dezessete horas de depoimento. Confidenciou que o motivo que o havia levado a se afastar da marquesa fora os ataques pessoais que estava recebendo, partindo do outro amante Sainte-Croix, que fora tão longe a ponto de pagar para que Briancourt fosse baleado. O afastamento não durou muito, porque Marie o procurou seis meses depois.
Briancourt revelou que o marido de Marie também suspeitava dela: ele tinha um servo pessoal que só obedecia a ele, e só bebia de um único copo, que era lavado a todo momento, pelo temor de ser envenenado.
No entanto, Marie, ainda impassível e sangue-frio, consegue humilhá-lo profundamente durante o julgamento, e Briancourt saiu do tribunal em lágrimas. O magistrado, exausto, resolve continuar no próximo dia.

### Depoimento de Grangemont, a última defesa, e a sentença final
Tratava-se de uma empregada da residência da marquesa, que afirma que, após a morte do antigo patrão, muito dinheiro foi trocado em Marie, Sainte-Croix e La Chaussée. Ela conta que, ao perguntar de Briancourt sobre o que estava acontecendo, este a havia respondido que aquele era o “o preço do sangue”.
Na última defesa em favor da marquesa, Nivelle, o advogado, afirmou que os crimes pelos quais ela estava sendo acusada necessitavam de provas escritas “tais como o sol”, o que não era o caso. E, no entanto, foi a sua defesa final: a de que Marie era uma “pobre senhora que havia disso privada até mesmo do direito de assistir à missa” que provoca uma forte onda de simpatia na população.
A decisão já estava tomada. A marquesa foi condenada por envenenamento do pai e dos dois irmãos, de ter atentado contra a vida de Thérese d’Aubray, sua irmã. Foi decretado que ela seria submetida a tortura ordinária e extraordinária, para “revelar seus cúmplices”, depois deveria ser levada à praça, para que tivesse a cabeça cortada e seu corpo, depois, ser queimado, sendo poupada unicamente de ter o pulso direito cortado, punição reservada aos parricidas, e foi declarada “destituída e indigna”.

### Considerações: a marquesa durante o julgamento
Fato que contribuiu em muito para o crescimento da popularidade da ré foi a sua severa impassibilidade e orgulho. Mesmo após ser acusada de maneira indubitável e declarada culpada, tendo enfrentado os antigos amantes e ser sentenciada, Marie permaneceu firme e orgulhosa.

## Os últimos dias de Marie
Carmelita, irmã da marquesa, enviou para Marie um padre, também doutor em teologia, Pirot, para que com ela passe seus dias antes da execução, que se tornou sua única companhia nos últimos dias de vida. No dia 16, quando o tribunal se preparava para dar a sentença, que já era certa, a marquesa diz ao padre que precisa fazer uma grande confissão. Essa confissão é transformada em um relato pelo padre, que a publicou posteriormente. Ele dissipa o manto de horror do caso de Brivilliers, e, mais uma vez, causa a compaixão no povo.
Marie confessou todos os seus crimes ao padre, exceto e de ter atentado contra a vida da irmã mais nova, além de revelar que não sabia de fato se existia uma conexão entre Penautier e Sainte-Croix, afirmando que não poderia acusar o primeiro sem saber da verdade completa. E, por último, soando genuinamente arrependida para o padre, suplicou-lhe pela comunhão. Mas Pirot não pode dá-la, devido aos crimes pelos quais ela foi acusada. Marie aceitou a negação, e reconheceu que sua única salvação era o cadafalso.

## Tortura e confissão
A marquesa foi condenada à tortura por água, que consistia em fazê-la ingerir quantidades exacerbantes, até que o estômago dilatasse e os órgãos inchassem. Ela desejou, no entanto, confessar antes de ser torturada, revelando que não tinha conhecimento de nenhum outro envenenador, nem da composição das substâncias que usava. Confessou todos que matou envenenados, inclusive da própria família, mas negou, veementemente, ter tentando envenenar a irmã. Revelou também ter sido ela própria envenenada pelo amante, Sainte-Croix, e “sentiu os efeitos durante sete ou oito meses”.
Tratou-se de uma tortura bárbara e inútil, pois a marquesa nada mais confessou.
Durante toda a tortura, é lhe perguntado várias vezes sobre cúmplices, mas ela não disse nenhum nome. Posteriormente, ficou claro que o motivo dessas perguntas vinha, em verdade, de uma preocupação do Rei Luís XIV, quanto a identidade dos demais envenenadores escondidos na Corte dele.

## Execução
Marie foi executada no dia 17 de julho. No vestíbulo, pediu ao carrasco que, após sua execução, entregasse a Pirot o terço que sua irmã havia lhe dado, revelando a compaixão que tinha por ambos. Ela foi insultada durante o percurso ao cadafalso, mas não se zangou, afirmando ser um sinal de Deus. Repetiu para o público todos os seus crimes e recebeu uma última absolvição de Pirot, e demonstrou uma grande aflição em seus últimos momentos, pedindo duas vezes ao padre que não a abandonasse antes de ser morta. Teve, então, sua cabeça cortada.

## Repercussão
A personalidade da marquesa abalou a sociedade tal forma, que mesmo o carrasco que lhe arrancou a cabeça revelou ao padre que iria “mandar rezar por ela dez missas”.
A narração do Padre Pirot sobre os últimos dias dela fez com que Marie ficasse eternizada como “um monstro em vida, que morreu como mártir e como santa”. Seu nome tornou-se motivo de compaixão.

## O laboratório secreto
Em 1814, o castelo de Offémont foi comprado por um novo proprietário, que ordenou algumas reformas no local. Essas reformas revelaram um verdadeiro laboratório escondido entre os corredores, com fornos e frascos fechados. Seu novo dono não teve a curiosidade de manda-lo para análise, e, dessa forma, foi perdida a única chance de se conhecer a verdadeira composição dos venenos da marquesa. Levantou-se, no entanto, a questão de que Marie poderia ter mentido, mesmo em sua última confissão pós-tortura, e que ela sabia, de fato, confeccionar venenos, e não dependia inteiramente do amante Sainte-Croix.